# Rakousko-uherská expedice k severnímu pólu

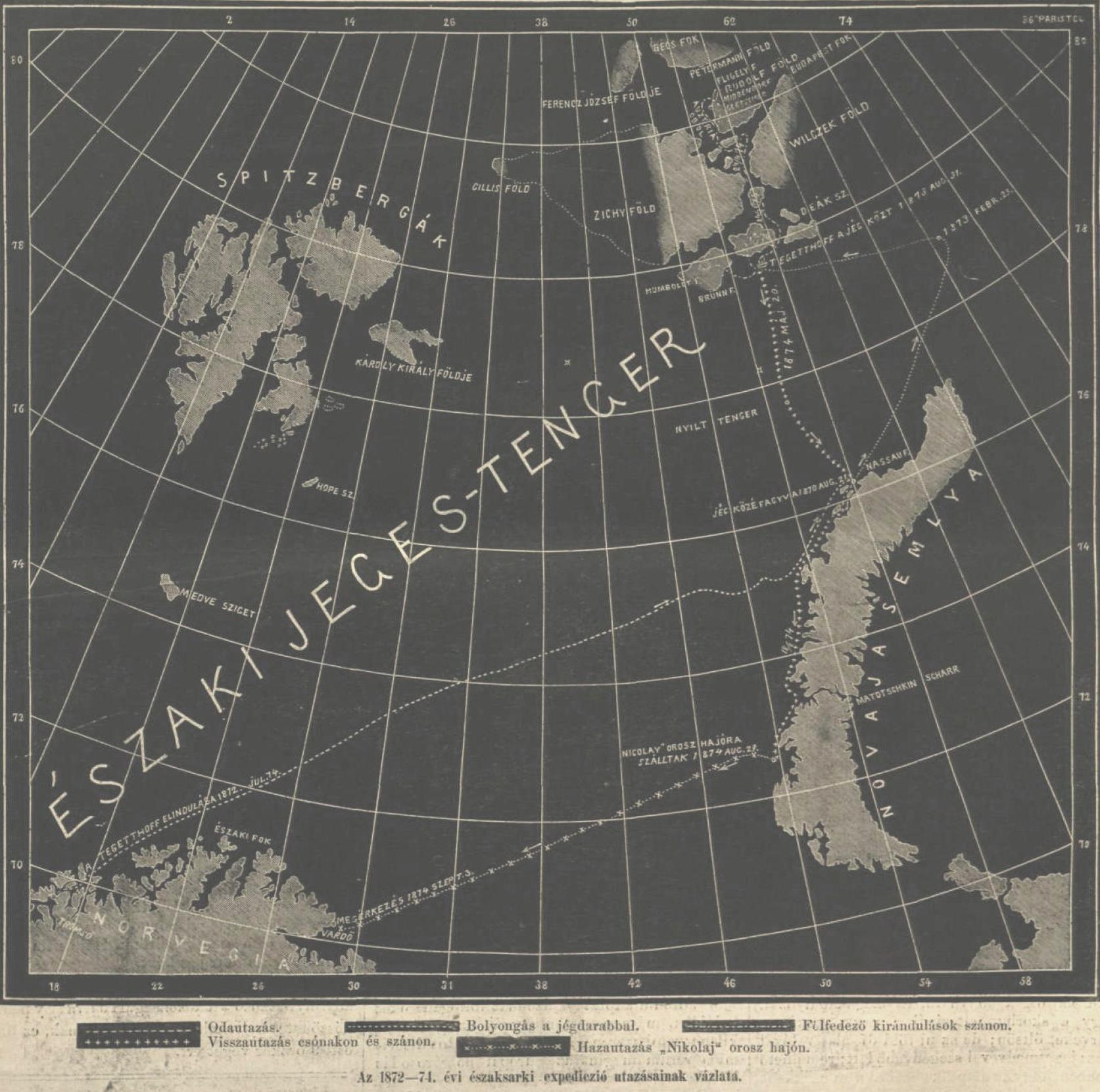
Trasa výpravy

Rakousko‑uherská expedice k severnímu pólu byla objevitelská plavba lodi Admiral Tegetthoff, která proběhla v letech 1872–1874 a objevila souostroví Země Františka Josefa a pojmenovala jej. Navzdory názvu byl hlavním cílem výpravy pokus o nalezení severovýchodního průjezdu. Jejími vůdci byli Carl Weyprecht z Hesenska a Julius Payer z Teplic. Finanční prostředky k uhrazení nákladů spojených s cestou poskytl Výbor pro expedici k severnímu pólu formou veřejné sbírky, do které nejvíc přispěl hrabě Johann Nepomuk Wilczek.

## Příprava expedice

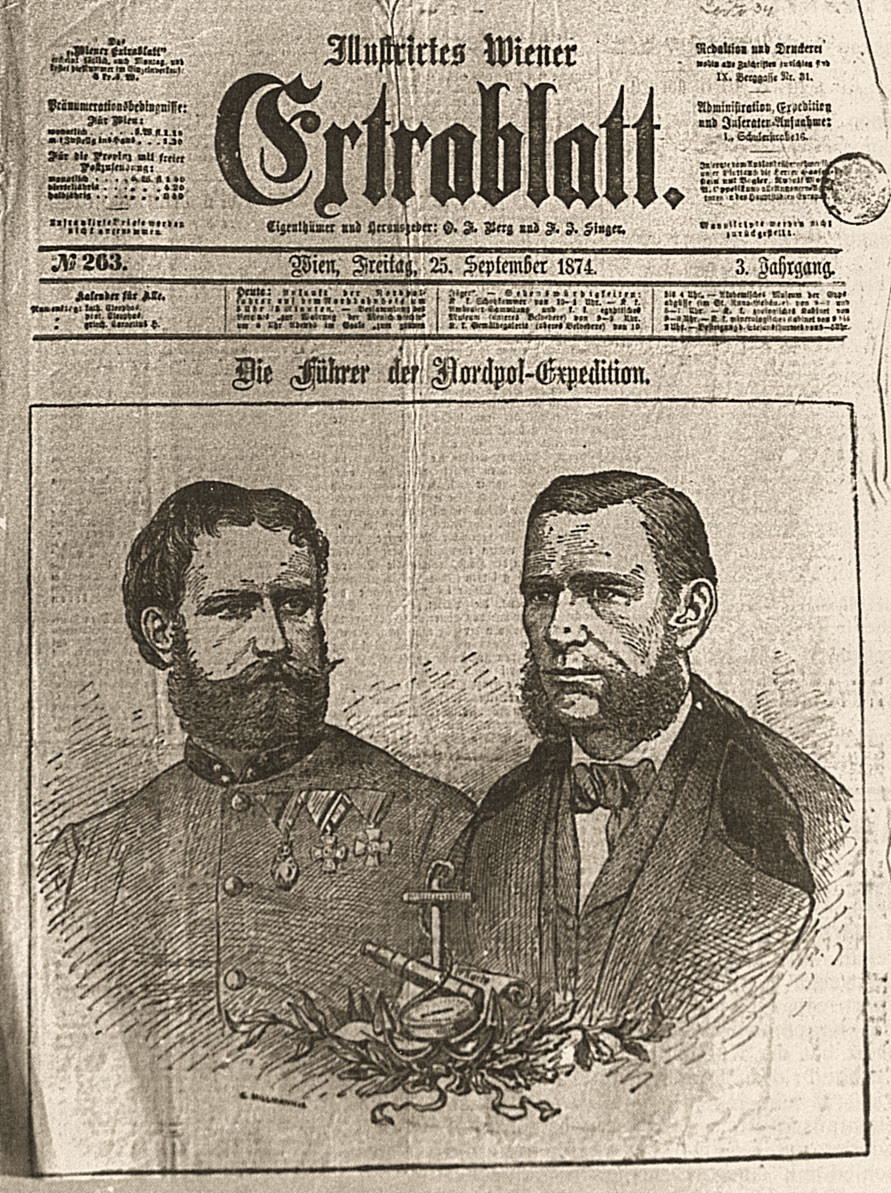
Carl Weyprecht (vpravo) a Julius Payer na titulní straně vídeňských novin

Existenci pevniny severně od Nové země předpověděl Nikolaj Gustavovič Šilling, podle kterého nemohly Špicberky samy o sobě udržet množství ledu mezi sebou a Novou zemí. Hlavním cílem expedice však bylo objevit splavnou cestu severovýchodním průjezdem. O potřebnosti takové cesty se podařilo Juliu Payerovi a Carlu Weyprechtovi přesvědčit hraběte Wilczeka, který poskytl peníze na předběžnou výpravu.
Weyprecht s Payerem ji podnikli v roce 1871 na kutru Isbjörn o výtlaku 21 tun s kapitánem a sedmičlennou posádkou, aby se seznámili s podmínkami v Barentsově moři. Zjistili, že se jedná o mělké šelfové moře, které není zcela pokryté ledem ani při severních větrech. Ověřili také, že Golfský proud ovlivňuje severozápadní pobřeží Nové země a postupem dále k severovýchodu slábne. Na základě získaných poznatků naplánovali výpravu, která měla ze severu obeplout Novou zemi, pokračovat Karským mořem na východ, kde by prozkoumala neznámé ostrovy a po dvou přezimováních by dorazila do Beringova moře.
Se svým plánem seznámili rakouskou Akademii věd ve Vídni. V únoru 1872 tam vznikl Výbor pro expedici k severnímu pólu. Nejvýznamnějšími členy byli hrabata Johann Nepomuk Wilczek a Edmund Zichy, ministr války Franz Kuhn von Kuhnenfeld a Bernhard von Wüllerstorf. Vláda akci nepodpořila a náklady byly uhrazeny ze sbírky, která vynesla předpokládanou částku 175 000 zlatých. Podle poznámek Julia Payera však stála první výprava 10 000 zlatých (uhrazených hrabětem Wilczekem) a druhá 220 000 zlatých.

## Posádka
Posádku lodi tvořilo celkem 24 mužů. Vůdci expedice byli poručík řadové lodi Carl Weyprecht a nadporučík Julius Payer. Dalšími důstojníky na palubě byli poručík řadové lodi Gustav Brosch z Chomutova a praporčík řadové lodi Eduard Orel z Nového Jičína. Lodním lékařem byl Maďar Julius Kepes, strojníkem Ota Kříž z Pačlavic, loďmistrem Petar Lusica z Cresu a tesařem Antun Večerina, oba Chorvati. Kromě dalších jedenácti námořníků k posádce patřili topič Josef Pospíšil z Přerova, kuchař Johann Orasch, horolezci a lovci Johann Haller a Alexius Klotz a harpunář Elling Carlsen z Tromsø. Na začátku výpravy bylo na lodi také osm psů určených k tahání saní.

## Průběh expedice
Loď s 23 muži na palubě vyplula 13. června 1872 z Bremerhavenu a 3. července zakotvila v norském Tromsø, kde doplnila zásoby a výstroj a na palubu nastoupil poslední člen posádky Elling Carlsen. Z Tromsø vyplula 13. července 1872. Po obtížné plavbě přes ledová pole dosáhla 3. srpna pobřeží Nové země. 12. srpna zakotvila u velké kry v severní části souostroví, kde posádka začala s výcvikem psů k tahání saní. Ve stejný den se u Pankraťjevova ostrova setkala s kutrem Isbjörn, na které se plavil hrabě Johann Nepomuk Wilczek, jenž měl v severní části Nové Země zřídit nouzové skladiště potravin. Obě lodi se oddělily až 21. srpna, ale už o den později zabránily ledové kry Tegetthofu v další plavbě. Přes pokusy posádky vyprostit loď pomocí pil i improvizovaných výbušných min, byla loď od tohoto dne uzavřena v ledovém poli a pohybovala se jen díky ledovému driftu.

### Objev Země Františka Josefa

Země Františka Josefa

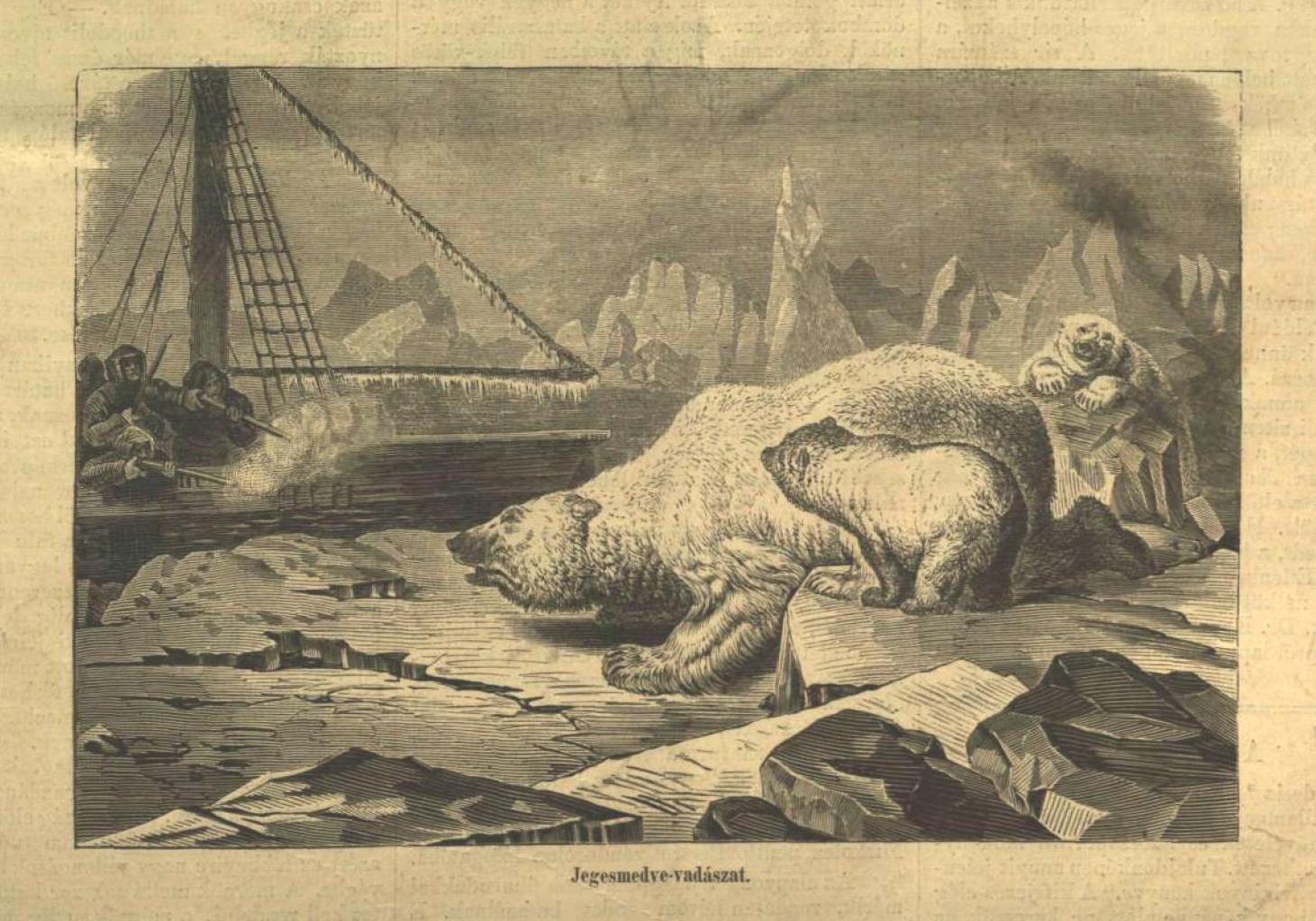
Lov ledních medvědů (Johann Orasch, 1875)

Pohyb kry loď unášel více než rok až do 1. listopadu 1873, kdy posádka poprvé spatřila pobřeží neznámého ostrova. Souostroví posádka nazvala na počest císaře Zemí Františka Josefa a samotný ostrov pojmenovala podle mecenáše výpravy jako Wilczekův ostrov. U jeho pobřeží zůstala uvězněná v ledu až do května 1874.
Přestože loď vezla velké množství zásob včetně citrónové šťávy a nakládaného ovoce, onemocněli někteří námořníci kurdějemi. Čerstvou potravu posádka zajišťovala lovem tuleňů, medvědů a příležitostně také ptáků.

### Průzkumné cesty na saních
Během pobytu u Wilczekova ostrova byly uskutečněny tři výzkumné cesty na saních. Všechny vedl Julius Payer. První cesta proběhla 9.–15. března 1874 a kromě Payera se jí zúčastnilo dalších šest mužů. Jejím cílem bylo získání základních informací potřebných k orientaci a naplánování dalších cest. Den po návratu zemřel na palubě lodi strojník Ota Kříž, který trpěl pokročilou tuberkulózou a kurdějemi. Byl pohřben ve skalní rozsedlině na břehu Wilczekova ostrova.
Druhá výprava na saních vedla na sever. Kromě pěti řadových členů posádky se jí zúčastnil také Eduard Orel. Aby omezil obavy mužstva, slíbil Payer účastníkům, pod příslibem jejich mlčení, zvláštní odměny ve výši 1 000 zlatých za dosažení 81. stupně a 2 500 zlatých za dosažení 82. stupně severní šířky. Na saních s sebou vezli 310 kg potravin, stan se spacími pytli a horolezeckou výstrojí o celkové hmotnosti 160 kg, oblečení (60 kg), rum a líh (64 kg) a další potřeby, které vážily více než 100 kg. Výprava začala 26. března a skončila 23. dubna 1874 a její účastníci dosáhli jižního pobřeží Rudolfova ostrova. Carl Weyprecht a Gustav Brosch mezitím prováděli geodetická a magnetická měření v okolí lodi.
Třetí krátká výprava směřovala k jihozápadnímu pobřeží McClintokova ostrova a proběhla v době od 29. dubna do 3. května 1874. Tvořili ji Julius Payer, Gustav Brosch a jeden člen posádky, ale Brosch si třetího dne poranil nohu a nemohl ji absolvovat celou. Cílem byl Brněnský mys, z jehož vrcholu mohl Payer provádět pozorování, která upřesnila podobu jižní části souostroví.

## Návrat do Evropy

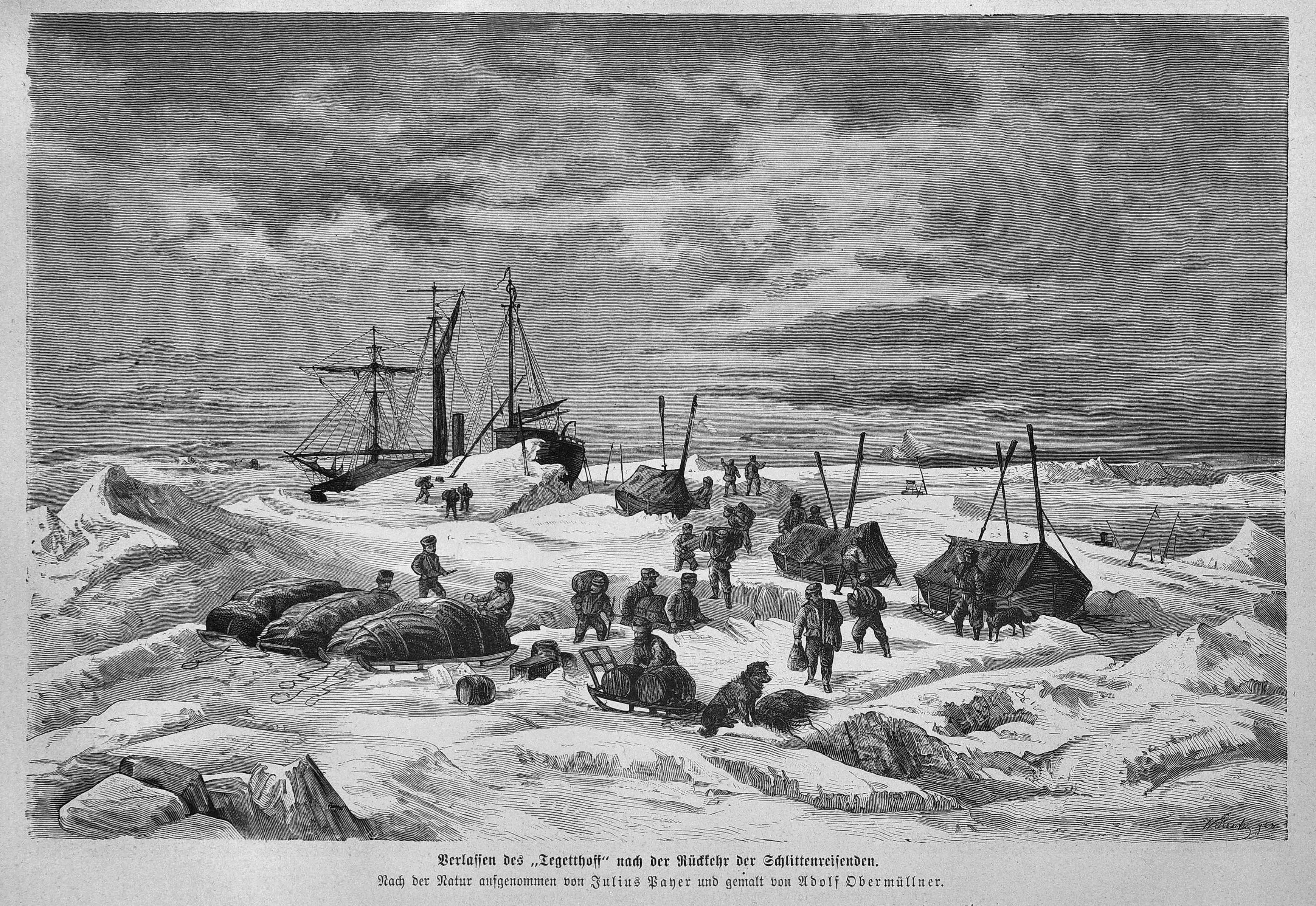
Opuštění lodi v květnu 1874

Pro nedostatek zásob k dalšímu přezimování se 20. května 1874 posádka rozhodla loď opustit, aby se na třech člunech vydala na plavbu k Nové zemi. Vzhledem k nutnosti překonat rozsáhlé ledové pole, po kterém se těžce naložené čluny na saňových podvozcích pohybovaly jen velmi pomalu (někdy jen o stovky metrů denně), se posádka na loď ještě několikrát vrátila, aby doplnila zásoby.
V srpnu 1874 umožnilo rozpukání ledu alespoň částečné využití člunů k plavbě, ale na volné moře se dostaly až 14. srpna. Podle měření se polárníci od zamrzlé lodi vzdálili o 131 mil, ale ve skutečnosti urazili 300 mil (556 km). O tři dny později dosáhli severního okraje Nové Země. Pokračovali podél jejích břehů na jih až do 24. srpna, kdy se u Britvinova mysu setkali s ruskými loděmi. Vyčerpané polárníky vzal na palubu škuner Nikolaj o výtlaku 50 tun, kterému velel kapitán Fjodor Voronin, bratranec kapitána polárních plaveb Vladimira Ivanoviče Voronina. Na jeho palubě se Payerova výprava dostala do norského přístavu Vardø, odkud ji odvezl poštovní parník Finmarken do Hamburku.

## Románové zpracování
- RANSMAYR, Christoph. Děsy mrazu a temnoty. Překlad Pavla Weber. první. vyd. V Brně: Mapcards.net, 2019. 213 s. ISBN 978-80-87850-06-0.